# Giulio Gionfrida
Giulio Gionfrida (Palermo, 12 gennaio 1908 – ...) è stato un magistrato italiano.
È stato un magistrato di Cassazione.

È stato eletto giudice della Corte costituzionale dai magistrati della Corte di cassazione il 4 ottobre 1972 e ha giurato il 10 ottobre 1972.

È stato nominato vicepresidente della Corte il 5 marzo 1979 dal neoeletto presidente Leonetto Amadei. È cessato dalla carica il 10 ottobre 1981.